# Souls of Mischief
Souls of Mischief est un groupe de hip-hop américain, originaire d'Oakland, sur la Côte Ouest des États-Unis. Il se compose des rappeurs A-Plus, Opio, Phesto, et Tajai, qui sont également membres du collectif Hieroglyphics.

## Biographie
Tajai, originaire d'Oakland, se lance dans la rime aux côtés d'A-Plus à l'âge de huit ans, alors qu'ils ne sont encore qu'en école primaire. Tajai et Phesto se rencontrent plus tard au collège. Tajai présente par la suite A-Plus et Phesto à l'autre membre des Souls of Mischief, Opio, et le groupe se forme finalement en 1991, tandis qu'ils sont au lycée, et avant qu'ils ne fassent leurs débuts au label Jive Records,. Le groupe fait également partie du collectif Hieroglyphics, aux côtés des rappeurs Del tha Funkee Homosapien, Casual, Pep Love, Jaybiz, et du producteur Domino. Il participe à plein temps aux trois albums des Hieroglyphics 3rd Eye Vision (1998), Full Circle (2003), et The Kitchen (2013).
Souls of Mischief publie son premier album, 93 Til' Infinity, le 6 septembre 1993. Bien accueilli par la presse spécialisée, l'album atteint la 85e place du classement américain Billboard 200. En janvier 1998, l'album atteint le top 100 des meilleurs albums rap au magazine The Source. À cette période, le groupe est comparé à De La Soul et A Tribe Called Quest. Deux ans plus tard, Souls of Mischief publie un deuxième album, No Man's Land le 10 octobre 1995, classé 111e du Billboard 200. Tandis que le groupe perd quelques fans qui recherchent désespérément leur premier album, il parvient à se populariser auprès de fans en majorité loyaux. Souls of Mischief revient peu de temps après avec la publication de leur album indépendant, Focus, en 1999,, puis avec l'album Trilogy: Conflict, Climax, Resolution, le 24 octobre 2000.
Neuf années s'écoulent avant la publication d'un nouvel album du groupe, Montezuma's Revenge, le 1er décembre 2009. Produit par Prince Paul, l'album atteint la 93e place des R&B Albums.

## Discographie

### Souls of Mischief
- 1993 : 93 Til' Infinity
- 1995 : No Man's Land
- 1999 : Focus
- 2000 : Trilogy: Conflict, Climax, Resolution
- 2009 : Montezuma's Revenge
- 2014 : There Is Only Now

### Opio
- 2004 : Masterpiece Theatre
- 2005 : Triangulation Station
- 2008 : Vulture's Wisdom

### Tajai
- 2004 : Power Movement